# Parapsicologia
La parapsicologia és la investigació dels anomenats fenòmens paranormals. L'ús del mètode científic no atorga a aquesta disciplina la condició de ciència. En termes rigorosos (s'ha de destacar el gran percentatge de frau que hi ha en aquest àmbit) estudia l'existència de la percepció extrasensorial, la telepatia, la clarividència i la premonició. A aquestes últimes també se les considera emmarcades dins de les arts endevinatòries. També es poden incloure en el camp de la parapsicologia la idea d'experiències properes a la mort (EPM) i la telequinesi. Cap d'aquests suposats fenòmens té encara una explicació científica satisfactòria, encara que hi ha algunes teories sobre elles. Metapsíquica és el terme amb el qual es coneixia l'estudi dels fenòmens dits paranormals abans del Congrés Internacional d'Utrecht el 1953, en què fou desplaçat pel de parapsicologia, acceptant dins del context d'esta nova denominació la separació de tot allò que tinguera característiques o connotacions de màgia, encanteris, ciències ocultes, supersticions, etc.

## Ciència o pseudociència?
Tenint en compte l'estat actual de la ciència, i segons l'opinió generalitzada de la comunitat científica, les preguntes referides a aquests fenòmens probablement no són susceptibles d'investigació científica, ja que l'existència d'aquests fenòmens dins d'un paradigma naturalista és qüestionable i no ha pogut ser provada de manera contundent. Per aquestes raons la parapsicologia s'inclou dins de les pseudociències.
La parapsicologia és considerada sovint una branca de la psicologia, però això és debatut pels qui pensen que la psicologia és una disciplina científica mentre que la parapsicologia no es caracteritza per aplicar el mètode científic.
De bon començament, l'estudi dels fenòmens que avui estudia la parapsicologia eren estudiats sota els auspicis del qui es coneixia amb el malnom de metapsíquica, però al Congrés Internacional d'Utrecht el 1953, el nom de metapsíquica fou desplaçat pel de parapsicologia. Dins del context d'aquesta nova denominació, s'acceptà la total separació de tot allò que tingués característiques o connotacions de màgia, encanteris, ciències ocultes, supersticions, etc.

## Història

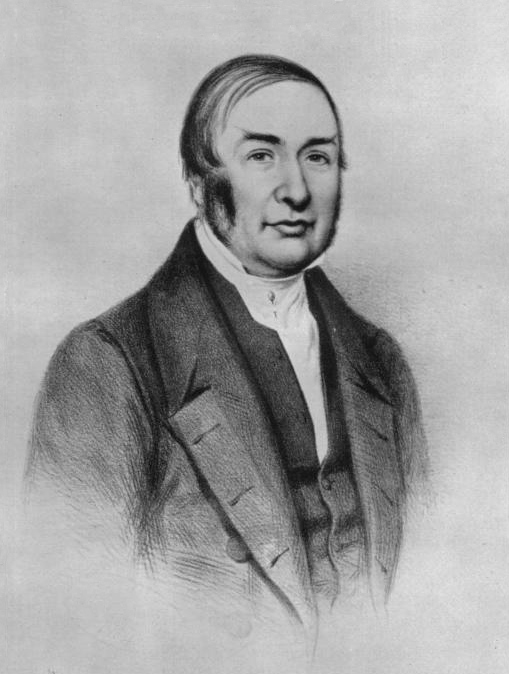
James Braid, desenvolupador de la hipnosi.

En 1882, William Barret i Jules Romanes van fundar a Londres la Society for Psychical Research (Societat per a la Recerca Psíquica) amb el propòsit d'investigar «una gran quantitat de fenòmens designats per termes com a hipnòtic, psíquic i espiritualístic». Una altra associació contemporània va ser la London Dialectical Society.
Durant tota l'edat mitjana, fins al segle XIX en occident l'Església Catòlica acreditava com a fets miraculosos derivats del poder de Déu o el Dimoni fenòmens que avui denominaríem paranormals. A principis del segle XVII amb l'arribada del Barroc i més tard de la Il·lustració en el segle XVIII, es van produir diversos moviments revolucionaris que, a to amb la racionalització pròpia de l'època, exigien un punt de vista més racional i empíric sobre aquests esdeveniments. Va ser el estadista Francis Bacon, en 1627, el primer que convidava a la recerca d'aquests fenòmens en la seva obra Sylva sylvarum, or, a natural history in tingues centuries. Joseph Glanvil, en canvi, en la seva obra Saducismus Triumphatus, barrejava en la seva pròpia hipòtesi racional la transmissió de pensaments per l'espai (avui dita telepatia) i la fetilleria sobrenatural. John Locke (1632-1704) va començar un acostament a l'empirisme més objectiu rebutjant l'obsessió, encara imperant, contra les bruixes.
Anys més tard, el metge i filòsof francès Franz Anton Mesmer (1734-1815) va afirmar haver descobert el magnetisme animal o mesmerisme, donant àmplia publicitat del mateix en 1775. Amb aquesta tècnica pretenia exercir un influx terapèutic sobre els seus pacients amb una finalitat de curació, utilitzant un mitjà eteri anomenat «passi magnètic», que no era sinó l'avantsala del que més tard la van anomenar hipnosi, estudiada i desenvolupada més àmpliament en 1842 pel neurocirurgià James Braid, que publicaria a l'any següent Neurypnology: or the rationale of nervous sleep, on la qualificava de «somni nerviós». James Braid, no obstant això, considerava incorrecta la hipòtesi que la passada magnètica era un fluid eteri.
Mentrestant, de 1783 a 1793, Salomon Maimon i Karl Philipp Moritz publicaven la revesteixi Coneixement Experimental de l'Ànima, on tractaven aspectes com la clarividència, el pressentiment, els somnis o les aparicions.
Durant el segle XIX, a Europa occidental i els Estats Units van ser fonamentalment Edmund Gurney, Frederick Myers, Frank Podmore i Richard Hogdson els que van establir les bases de la parapsicologia.
A la fi del segle XIX, l'espiritisme va rebre la major atenció de la societat en general i les revistes de moda.
En 1919 es va fundar a París el Institute Metapsychique Internationale, en les activitats del qual van participar Pierre Janet, Charles Richet i Theodore Flournoy, i que incloïen entre altres l'automatisme, la hipnosi telepática i la mediumnidad. Després de la Segona Guerra Mundial es va crear la primera càtedra de parapsicologia en la universitat de Utrecht, sota la tutela de Tenhaeff. A Europa de l'est i l'actual Rússia les recerques es van centrar en la hipnosi i la telepatia, fonamentalment de la mà del fisiòleg Leonid Leonidovich Vasiliev (1891-1966), que va intentar demostrar que la hipnosi era produïda per la irradiació de les «ones cerebrals», sense obtenir-ne resultat. Durant el estalinisme aquestes investigacions van ser ridiculitzades i reprimides.

### Divisió periòdica de Richet

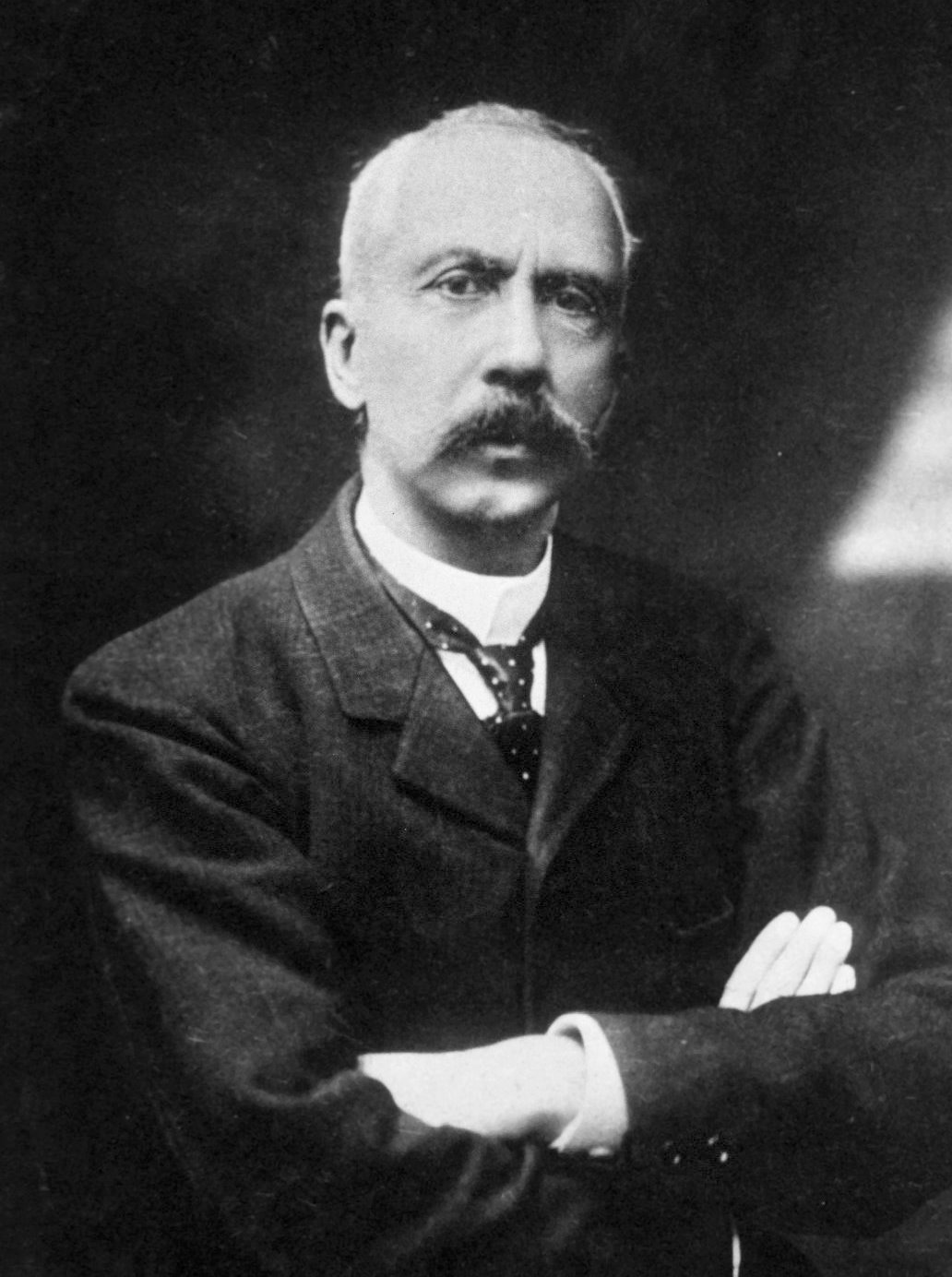
Charles Robert Richet va efectuar aquesta divisió.

En 1922, Charles Robert Richet (1850-1935) va publicar Traité de métapsychique, on dividia la història dels fenòmens paranormals en quatre etapes:

#### Període mític
S'estendria des de l'antiguitat fins a Mesmer i la seva magnetisme animal (en 1778). Segons Richet, l'antiguitat té més importància històrica que científica, ja que no existeix la raó, sinó els llibres religiosos.

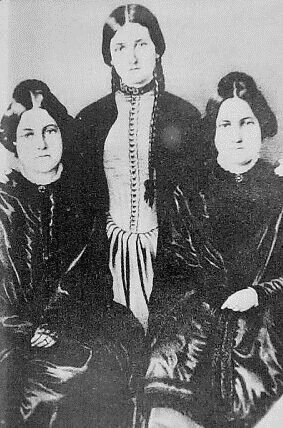
Les germanes Fox.

| «                                         | […] Pertenece a los historiadores, más bien que a los científicos, buscar en las viejas religiones y las antiguas tradiciones populares todo lo que se ha dicho acerca de lo sobrenatural, lo oculto, lo mágico, lo incomprensible. Este viaje a través de los libros sagrados, los cábalas, las magias, presenta poco interés científico. [...] | » |
| — Richet - III. Historia - periodo mítico | |   |

#### Període magnètic
Des de Mesmer i el seu magnetisme animal (en 1778) ―precedent de l'hipnosi― fins a les germanes Fox en 1847.
| «                                           | Amb Mesmer, tot canvia: Mesmer va ser l'iniciador del magnetisme animal, que, sense ser confós amb el metapsíquic, no obstant això, està molt unit. [...] | » |
| — Richet - III. Història - període magnètic | |   |

En 1639, un segle abans que Anton Mesmer, es va publicar a Europa un llibre titulat The sympathetical powder of Edricius Mohynus of Eburo (la pols simpàtica de Edricius Mohynus de Eburo), que explicava com les ferides podien ser suposadament curades sense contacte amb elles, a distància i mitjançant la «facultat directiva i la virtut» que podria aportar la virtut de la «pols simpàtica» en una tovallola o tovalló amb sang. Segons el llibre, el concepte central seria injectar la «bona voluntat» o el «desig positiu» sobre la ferida. Segons l'autor el «poder simpàtic» dependria de les estrelles com a imitadores de les influències que sobre elles s'exerceixen. No obstant això, Francis Barrett ho atribuïa, en la seva obra «El mag, un complet sistema de filosofia oculta», a la intel·ligència pel seu poder de dirigir les idees que són engendrades per la «caritat» o el «desig de bona voluntat».
El frare dominicà Uldericus Balk va escriure en 1611 en Frankfurt del Main El llum de la vida, on afirmava que existia una «cura magnètica» de diverses malalties com l'hidropesia, la gota o l'icterícia, en un nou avançament a les tesis de Mesmer.
En 1775, Mesmer anuncia mitjançant experiments i sanacions una nova tècnica de curació miraculosa que es basaria en la «passada magnètica», un fluid eteri que comunicava les ments i que permetria exercir un influx sobre els éssers biològics, al qual va anomenar «magnetisme animal» que després derivaria en mesmerisme. El terme «magnetisme animal» es va utilitzar per a diferenciar-se del «magnetisme planetari», «magnetisme còsmic» i «magnetisme mineral». L'ajuda ulterior de Puységur (1751-1825) seria fonamental per al desenvolupament de la hipnosi actual mitjançant la seva obra Rapport des cures opérées à Bayonne par le magnétisme animal, adressé à M. l'abbé de Poulouzat, conseiller clerc au Parlement de Bordeaux (1784).

#### Període espiritista

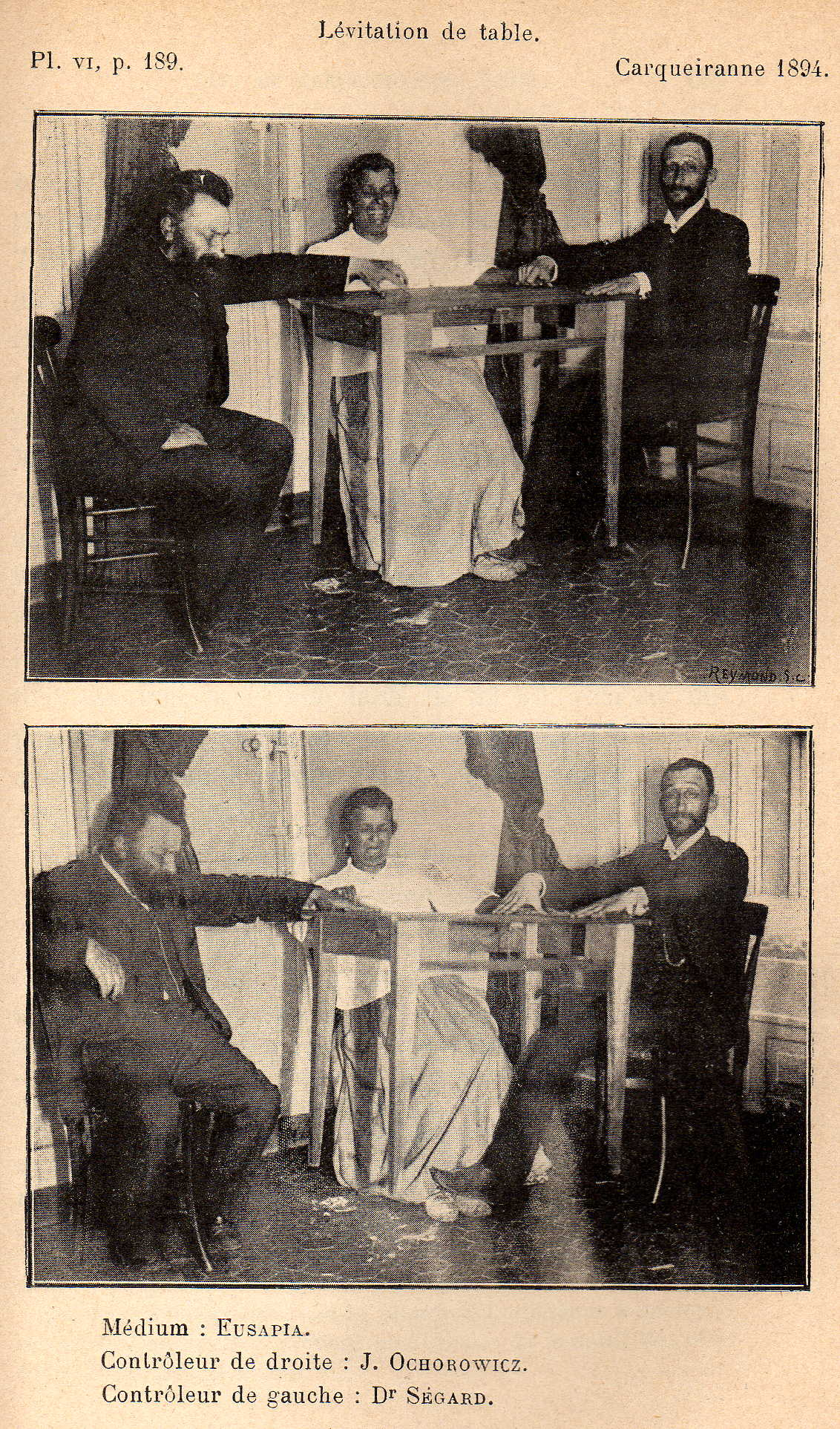
Fotografia d'una mèdium amb dos homes en una sessió espiritista al.

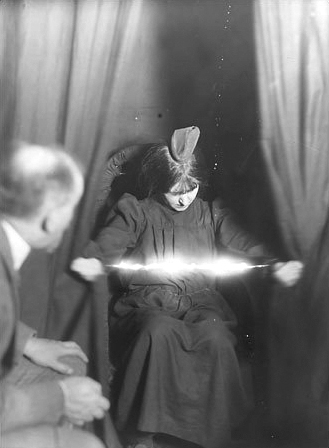
Un suposat ectoplasma lluminós en mans una mèdium.

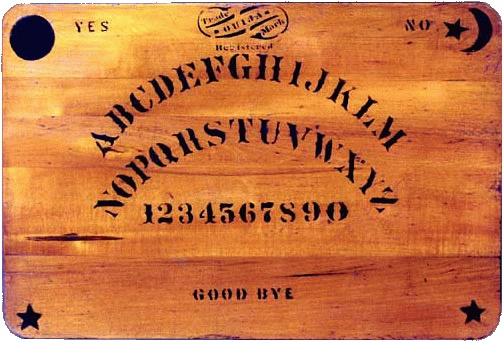
Tauler original de la ouija creat en 1891.

Des de les germanes Fox 1847 a Crookes (1847-1872). Richet considerava que el mesmerisme, després de tot, era una «teràpia dubtosa que no feia cap progrés». Per a ell les germanes Fox (1847) haurien anunciat l'arribada de l'espiritisme com avui ho coneixem, i amb ell noves pràctiques i formes d'estudi que haurien resultat una evolució radical en la història de la parapsicologia.
| «                                              | El 1847, va sobrevenir un esdeveniment, insignificant en aparença, però en realitat d'una importància considerable, que ens va introduir en el món de fets imprevistos i de doctrines tan imprevistes com els fets. | » |
| — Richet - III. Història - període espiritista | |   |

El moment exacte del naixement de l'espiritisme modern és desconegut, però s'aproxima a la meitat de l'amb segle xix  la creació de l'obra, denominada íntegrament, Spiritist codification pel pedagog francès Allan Kardec entre 1857 i 1868. Els llibres que componen la col·lecció són Le livre des esprits, Le livre des médiums, L'Évangile selon le spiritisme, Le ciel et l'enfer i La genèse, i són una compilació de preguntes fetes per Kardec i les respostes suposadament donades pels esperits amb els quals es comunicava. Aquesta obra senti, a més, les bases de la doctrina espiritista. Kardec es va influenciar de les germanes Fox (1814-1893), de Franz Mesmer (1734-1815) i la ouija de llavors.
Les germanes Fox: Kate (1837-1892), Margaret (1833-1893) i Leah (1814-1890), solen ser considerades les fundadores del moviment espiritista o l'espiritisme. En tot cas van ser les impulsores principals del moviment creat per Kardec i les successives recerques sobre els fenòmens poltergeist a tot el món. En 1848 les germanes se'n van anar de gira mostrant les seves habilitats pels Estats Units i l'estranger. L'entusiasme despertat va ser tal, que el químic William Crookes va escriure després d'una sessió espiritista a Londres en 1871:
| «                          | Vaig testar els cops de totes les formes concebibles, fins que no va haver-hi escapatòria de la convicció que els successos no es produïen mitjançant l'engany o mitjans [artefactes] mecànics | » |
| — Crookes, Londres en 1871 | |   |

En 1888, no obstant això, les germanes van confessar públicament que els sorolls havien estat provocats intencionalment fent sonar les articulacions dels dits del peu o penjant una poma d'una corda i fent-la colpejar en el terra. El so es desviava d'alguna forma, de manera que ningú fos capaç de localitzar la font de procedència d'aquest.

#### Període científic
Des de Crookes (1847-1872) fins a l'actualitat. Richet considerava que a partir de la recerca de Crookes s'iniciava una etapa de doctrina «científica» en contraposició a les religioses i místiques que fins llavors s'havien dut a terme, afirmant que estava dotada de la precisió desitjada com en la química, la física i la fisiologia.
| «                                            | […] De 1869 a 1872, va publicar les memòries, notables per la precisió del llenguatge i la severitat de l'experimentació, que contrastaven amb l'estil habitual de les publicacions espiritistes. Era l'adveniment del període científic de l'espiritisme. [...] | » |
| — Richet - III. Història - període científic | |   |

### Inici de les recerques racionals

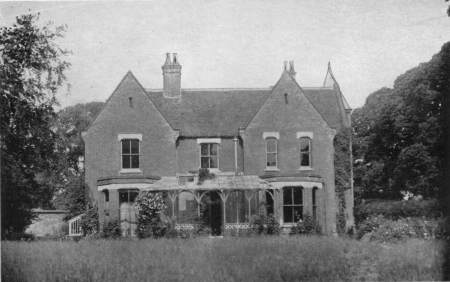
La Rectoría de Borley vista des del jardí. Considerada una de les cases més «encantades» de la història.

Si bé els successos paranormalés portaven ja succeint-se des de principis de la història, no va ser fins a 1937 quan es van produir els primers avanços en la recerca parapsicológica, de la mà del psíquic anglès Harry Price. La Rectoría de Borley, a Anglaterra, va ser el desencadenant. Des de 1863 es van reportar fenòmens de diversa índole, a vegades de gran violència; l'espectre de fenòmens abastava absolutament totes les modalitats fenomenològiques descrites en la parapsicologia. Harry Price va elaborar, mitjançant l'ajuda de 38 observadors voluntaris dins de la casa, un registre detallat de tots els esdeveniments paranormals que succeïen, per a més tard expressar les seves conclusions a The Most Haunted House in England: Ten Years' Investigation of Borley Rectory (La casa més encantada d'Anglaterra: deu anys de recerca en la Rectoría de Borley) en 1940.

### Possibles explicacions

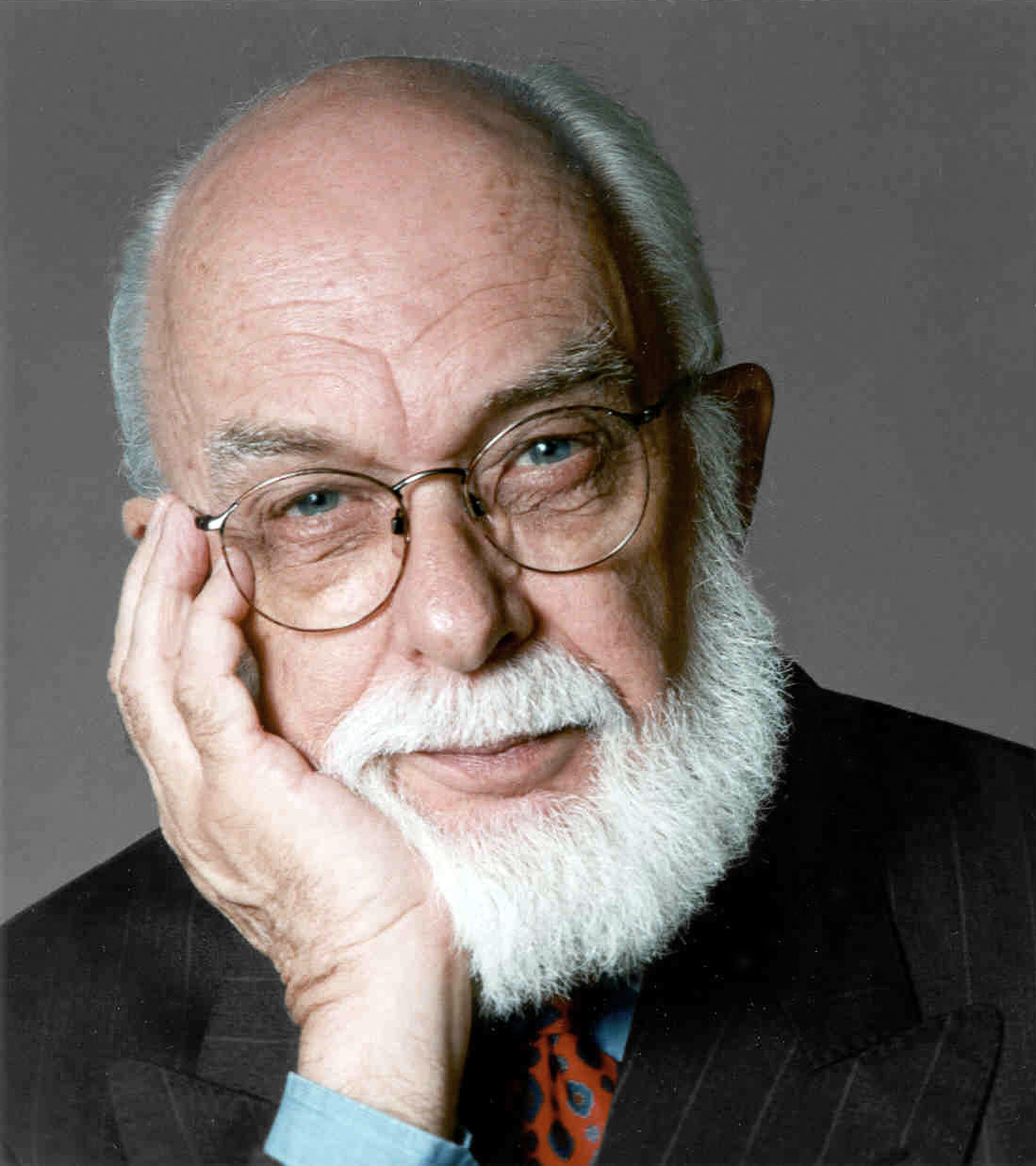
L'escèptic il·lusionista James Randi va prometre una alta suma de diners a qui demostrés una evidència creïble de l'existència del paranormal.

Alguns tipus de fenòmens paranormals tenen ja una resposta científica vàlida i raonable.
Els fenòmens visuals poden deure's a simples al·lucinacions, a la ressonància de sons de baixa freqüència en el humor vitri de l'ull o a estats alterats de consciència, com la duermevela.
Edgar Mauer, en el seu llibre Of spots before the eyes (1952), argumenta que molts fenòmens visuals tenen explicació física dins del propi ull. Unes certes cèl·lules de l'humor vitri projectarien ombres en la retina. Addicionalment, els flaixos visuals poden tenir origen en simples estimulacions mecàniques (entrar en contacte amb l'ull) que produeixen l'enviament de senyals elèctrics al cervell que són interpretades com a llum; aquest seria l'origen dels fosfès.
Els fenòmens sonors capturats (anomenats psicofonia) poden deure's a interaccions entre l'equipament elèctric i unes certes aberracions en els camps magnètics, d'igual manera el moviment d'objectes no pot deure's a una pèrdua temporal de la gravetat en una àrea concreta de l'espai.
El consum de drogues psicodèliques o enteògenes inconscientment és una altra possibilitat, igual que una esquizofrènia no diagnosticada o tractada.
Existeix, segons nombrosos estudis, la psicosi induïda per estimulants, entre els quals es destaquen les amfetamines, la cocaïna i en menor mesura, la cafeïna. Això pot ser una causa d'uns certs fenòmens paranormals. Els símptomes abasten deliris, al·lucinacions i catatònia, entre altres.

## Universitats i instituts on s'estudia parapsicologia
Existeixen alguns programes d'investigació, i fins i tot algunes càtedres, sobre la parapsicologia, com a la Universitat d'Edimburg, per exemple, i altres programes en unes altres universitats, com la Universitat Duke i la Universitat d'Utrecht.
El 1953, a la Universitat d'Utrecht (Països Baixos), es creà una càtedra de parapsicologia. El 1960, a la Universitat de Leningrad (actual Sant Petersburg), començà a funcionar un Institut per a l'estudi d'efectes psíquics.
Als Estats Units, a la Universitat de Virgínia, es fundà una càtedra de parapsicologia.
La "Parapsychological Association" (Associació Parapsicològica) (Estats Units) és l'associació professional de parapsicòlegs dels Estats Units i ells són els qui han representat històricament aquesta disciplina dins d'aquest país, havent publicat diversos treballs al respecte.
Probablement el major suport que ha rebut en la seva història fou el 1973, quan la prestigiosa "American Association for the Advancement of Sciencie" (AAAS) la reconeix, i admet com a membre en les seves fileres la "Parapsychological Association". Aquest fet és un dels motius que acostumen a adduir els seus partidaris per atorgar-li una certa seriositat com a disciplina.

## Objeccions a la seva acceptació com a disciplina científica
L'ús del mètode científic és necessari, però no suficient, per atorgar status científic a una disciplina per l'ús. Cal a més que la disciplina en qüestió produeixi alguna teoria (comprovable pel mètode científic) que pugui relacionar-se amb el cos de coneixements científics actualment acceptats, és a dir, que pugui 'engrandir-se' amb la resta dels coneixements. Fins ara, la parapsicologia no ha produït cap teoria d'aquesta mena.

## Evidència
La parapsicologia no és considerada com una disciplina seriosa pels psicòlegs, de la mateixa manera que també és desdenyada pels altres membre de la comunitat científica, els quals afirmen que mai una experiència controlada sota laboratori no ha produït una evidència afirmant sobre l'existència de fenòmens paranormals que mereixin estudi.
El 1978 el catedràtic de psiquiatria txec Stanislav Grof, radicat en els Estats Units, crea l'"Associació Transpersonal Internacional" impulsant l'estudi i la investigació dels estats modificats de la consciència. La seva aportació a la parapsicologia ha estat bàsicament de concebre la consciència humana no només com un producte del nostre cervell, sinó com quelcom que pot existir d'una manera transcendental, i que transcendiria per tant els límits del temps i de l'espai. Els fenòmens paranormals, mèdiums i místics tindrien per tant cabuda per l'estudi en aquest nou model de la psique humana que ha desafiat els postulats establerts per la ciència convencional.

## Prova irrefusable
Als Estats Units hi ha des de l'any 1964 la Fundació James Randi, dedicada a desemmascarar les falsedats que sorgeixen al voltant dels suposats fenòmens paranormals. La fundació ha estat oferint des de fa alguns anys la suma d'un milió de dòlars dels Estats Units a qui aconsegueixi, sota condicions controlades de laboratori (i supervisades per la fundació), demostrar un sol fenomen paranormal com els anteriorment citats. Fins ara ningú no ha pogut o volgut fer una demostració satisfactòria i el premi continua sense reclamar des de fa 41 anys.
Els requisits per reclamar-ne el premi són, tanmateix, no pas trivials; durant el 2005, els precandidats han de passar una prova preliminar de Randi (que té menor importància que la prova formal). Per tant, a la data no s'ha aconseguit que es realitzin proves formals per la Fundació.
El 1991 Ladizlao Enrique Marquez fou l'impulsor del "Projecte Psi", un desafiament de 10 mil dòlars llançat en el seu moment des del CAIRP (Centre Argentí per a la Investigació i el Refusament de la Pseudociència) als qui acceptessin posar a prova les seves preteses capacitats paranormals. Més tard amplià la seva oferta, oferint 50 mil dòlars, proposta que manté en el dia d'avui.